# Кулагін Родіон Анатолійович
Родіо́н Анато́лійович Кула́гін — український військовослужбовець, полковник Збройних сил України, учасник російсько-української війни. Герой України (2022).

## Життєпис
Учасник АТО/ООС.
Під час російського вторгнення в Україну 2022 року під командуванням полковника Родіона Кулагіна підрозділи артилерії знищують ворожі колони бронетехніки та автомобілі на околицях Харкова та в області.

## Нагороди
- звання Герой України з врученням ордена «Золота Зірка» (4 квітня 2022) — за особисту мужність і героїзм, виявлені у захисті державного суверенітету та територіальної цілісності України, вірність військовій присязі[2].